# Midlands (Irland)

Die vier Grafschaften in den Midlands (grün hervorgehoben)

Die Irischen Midlands (irisch Lár na Tíre) sind eine Region in der Republik Irland. Sie besteht aus den Grafschaften Laois, Longford, Offaly und Westmeath.
Ihre Fläche beträgt 6 524 km² (9,5 % der Fläche Irlands) bei einer Bevölkerung von 251 664 (6 % der irischen Bevölkerung). Der Hauptort ist Athlone.
Die Region ist sehr dünn besiedelt und ländlich; Hauptindustrien sind der Abbau von Torf und Holz (letztere macht ein Drittel der gesamten irischen Holzindustrie aus).

## Geschichte
Bis zu ihrer Auflösung 2014 bestand eine Regionalverwaltung, die Midlands Regional Authority.

## Tourismus und Sehenswürdigkeiten
Die Landschaft ist von Wasserwegen geprägt, allen voran vom Shannon, Irlands längstem Fluss, und dessen Seen (z. B. Lough Ree). Diese Wege sind heute v. a. für den Tourismus interessant (ebenso wie die Wanderwege entlang des Grand Canal und des Royal Canal, die beide vom Shannon zur Liffey in Dublin führen). Ein Monument des frühchristlichen Irland ist die ehemalige Klosteranlage Clonmacnoise in der Nähe von Shannonbridge, Offaly, die direkt am Shannon und einem Esker liegt.
Zwei (ehemalige) Whiskey-Destillerien befinden sich hier: die älteste Whiskey-Destillerie Irlands (gegründet 1757, geschlossen seit 1957, seitdem ein Museum), die Locke’s Distillery, in Kilbeggan, sowie die ehemalige Brennerei von Tullamore Dew in Tullamore (1829–1959) (heute das Tullamore Dew Heritage Center).

## Bilder

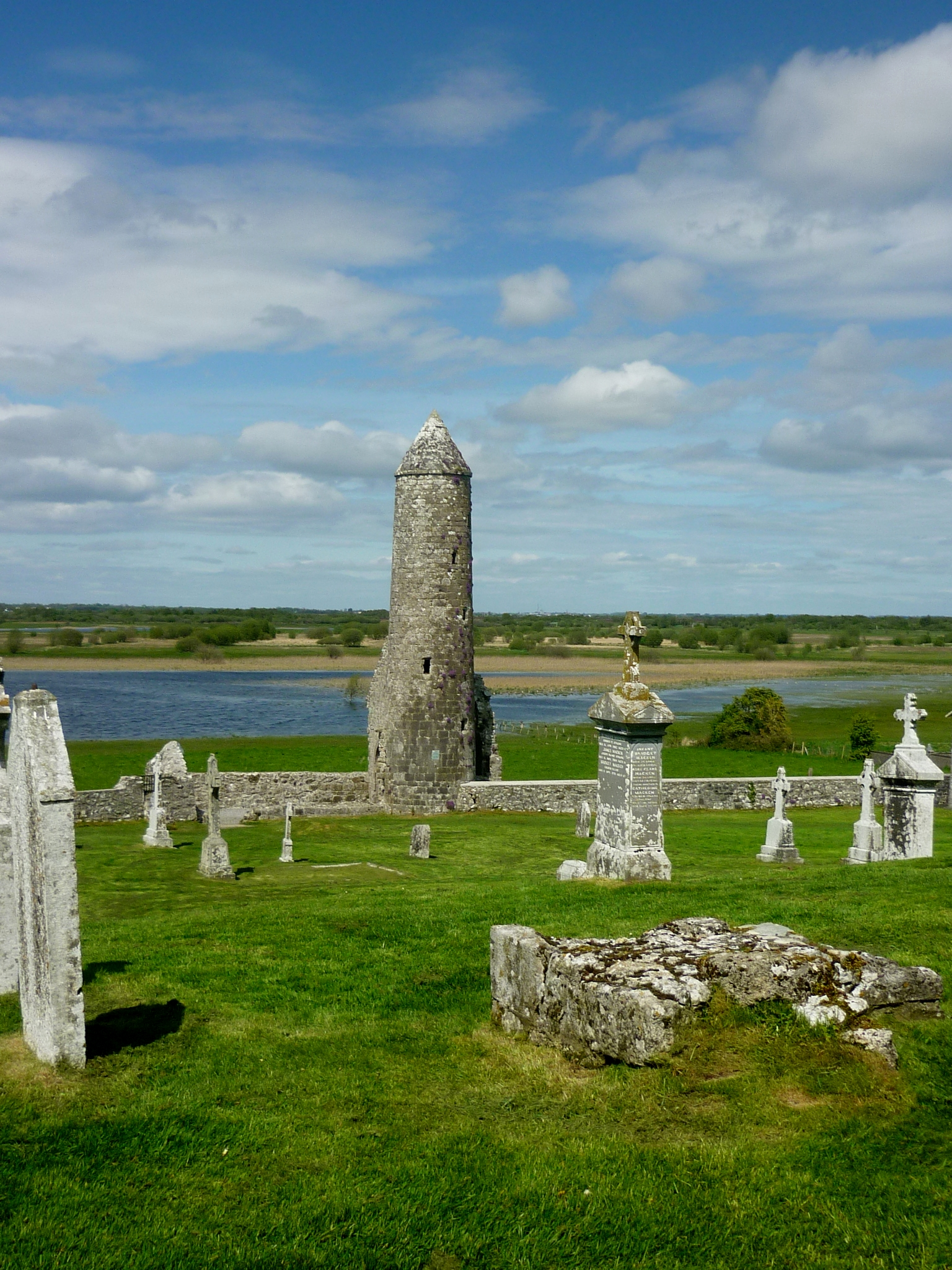
Klosteranlage Clonmacnoise
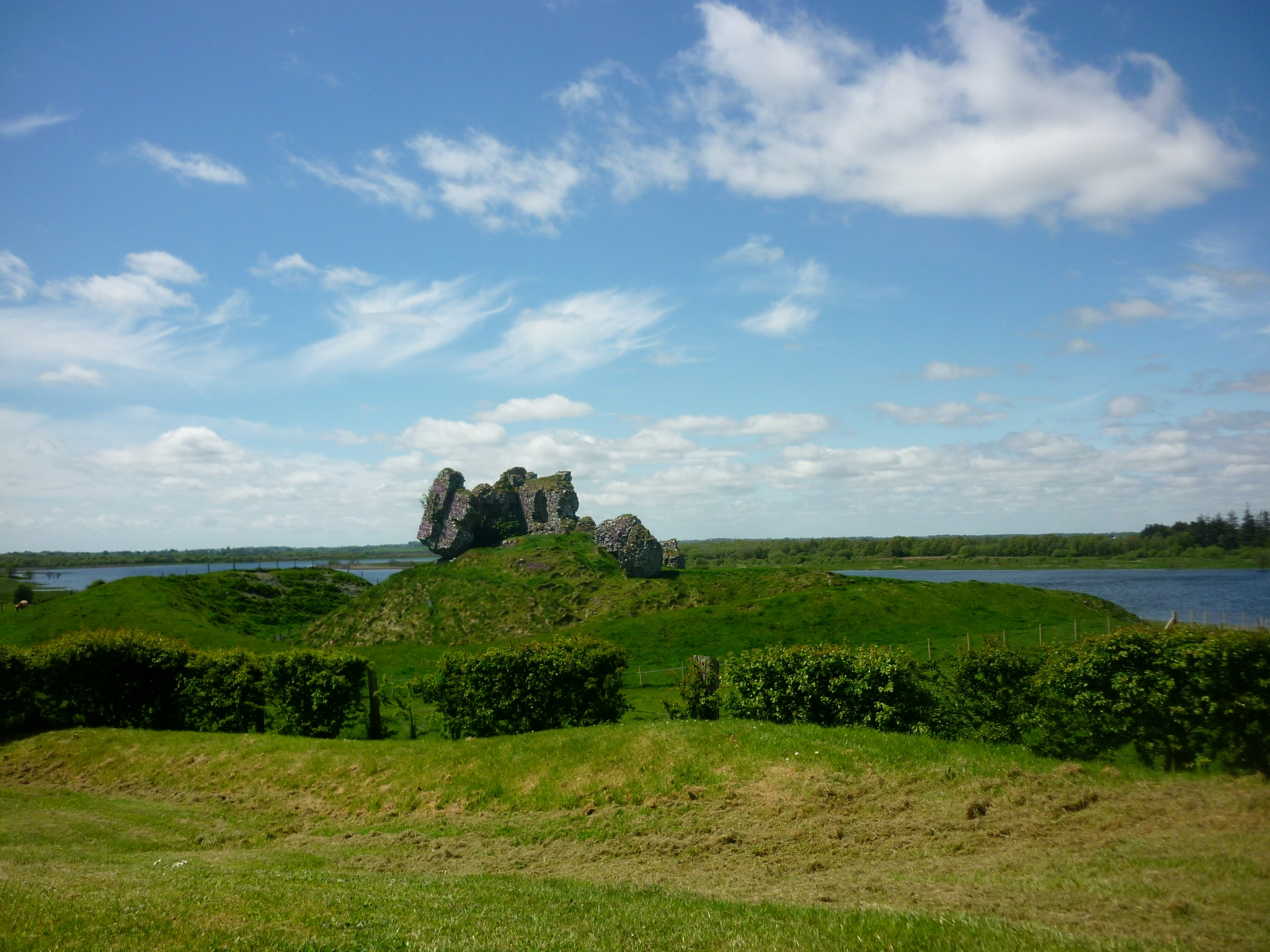
Normannenburg bei Clonmacnoise
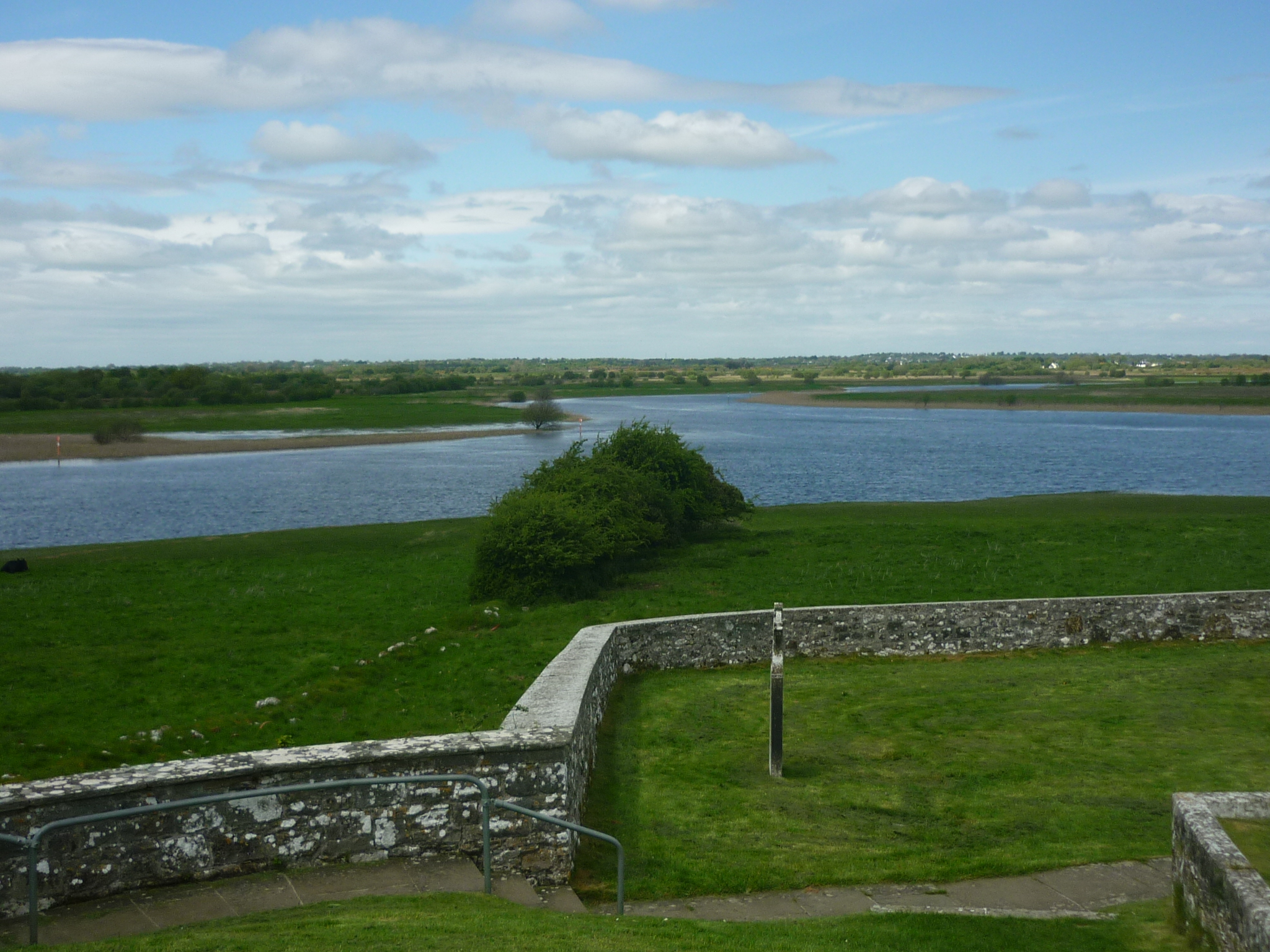
Shannon River